# Contracaecum radiatum
Contracaecum radiatum is een rondwormensoort uit de familie van de Anisakidae. De wetenschappelijke naam van de soort is voor het eerst geldig gepubliceerd in 1907 door Linstow.